# Arthur Studenroth
Arthur Addison „Art” Studenroth (ur. 9 października 1899 w Columbii w Pensylwanii, zm. 14 marca 1992 w Albany) – amerykański lekkoatleta (długodystansowiec), wicemistrz olimpijski z 1924.
Zdobył srebrny medal w drużynie w biegu przełajowym na igrzyskach olimpijskich w 1924 w Paryżu (wraz z Earlem Johnsonem i Augustem Fagerem), a indywidualnie zajął w tym biegu 6. miejsce. Bieg był rozgrywany w upale i ukończyło go tylko 15 zawodników na 38 startujących.